# ザビエル公園 (堺市)

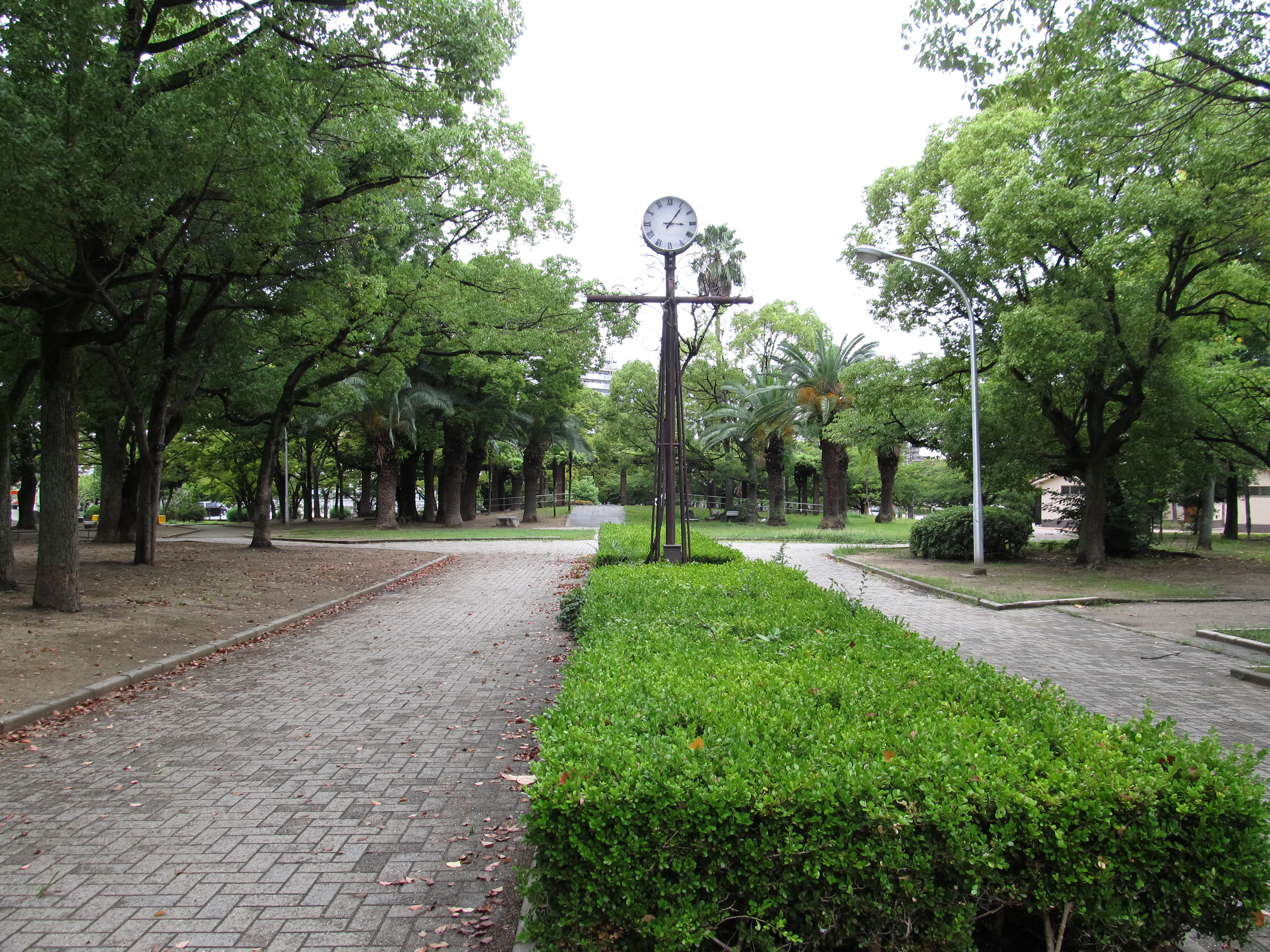
戎公園（ザビエル公園）

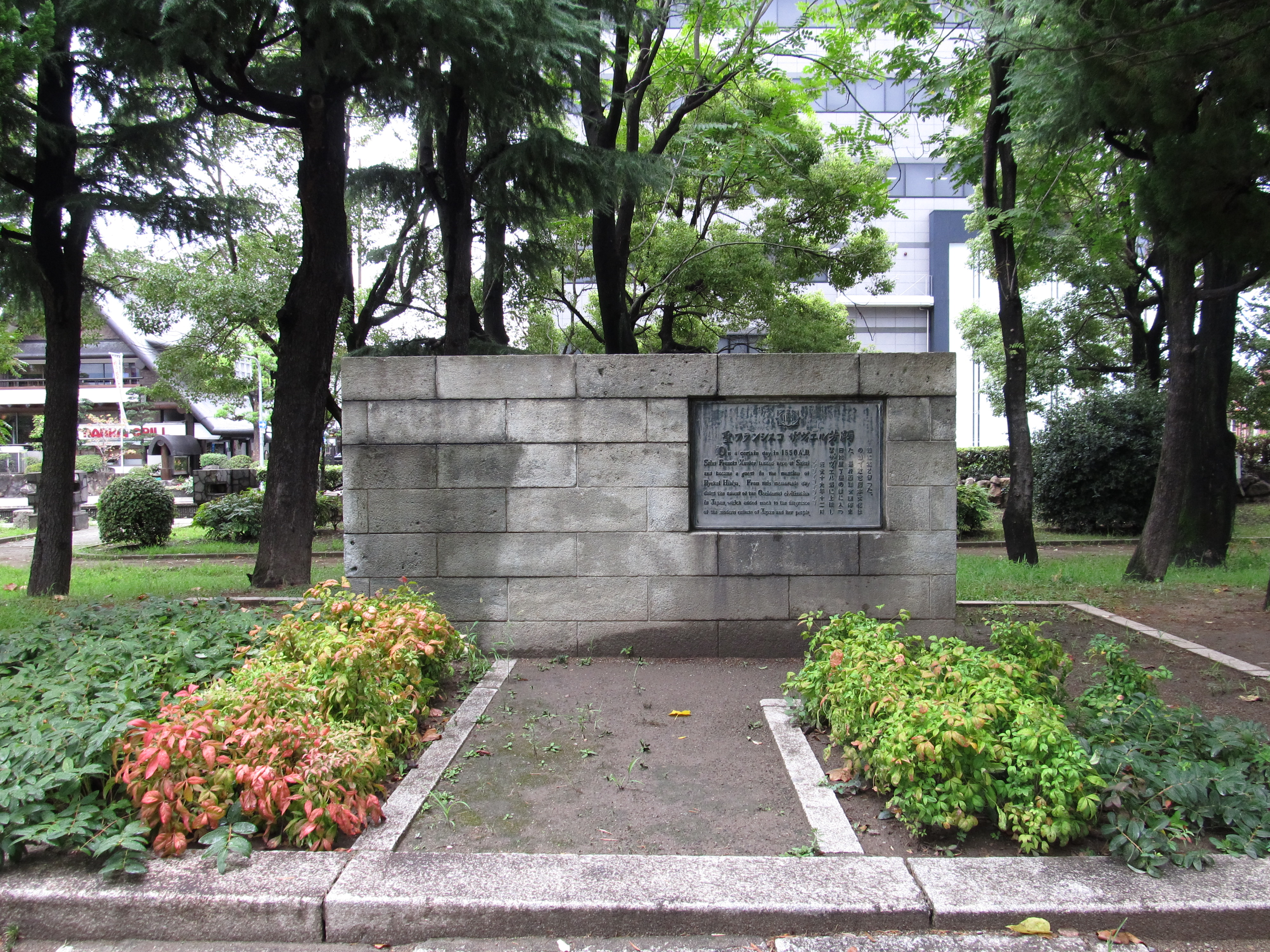
「聖フランシスコ・ザヴィエル芳躅」碑

ザビエル公園（ザビエルこうえん）は大阪府堺市堺区櫛屋町西1丁にある公園。正式名称は戎公園。面積は約1万5000m2。

## 概要
フランシスコ・ザビエルが堺を訪問したとき、ザビエルをもてなした豪商・日比屋了慶の屋敷跡と言われる地に昭和24年（1949年）に開設された。
1949年はザビエルの来航400年記念の年にあたり、園内に「聖フランシスコ・ザヴィエル芳躅」碑が建立されたことから「ザビエル公園」の通称も使われるようになった。

### 園内にあるモニュメント
- 「聖フランシスコ・ザヴィエル芳躅」碑

公園の開設時（1949年）に建立。
- 彫刻「東と西の接点」（Encontro Oriente-Occidente）

ポルトガルの彫刻家ジョルジ・ヴィエイラ(ポルトガル語版)が1969年に制作。翌1970年の日本万国博覧会でポルトガル館に展示され、博覧会終了後ポルトガルから堺市に謹呈された。
- 堺鐡砲之碑

堺火縄銃保存会が創立20周年にあたる平成12年（2000年）に建立。
- 安西冬衛の詩「春」の詩碑

## 交通
- 阪堺電気軌道阪堺線花田口停留場下車徒歩1分
- 南海バス松屋線・堺匠町線花田口停留所下車徒歩1分